# Дом фабриканта Рабиновича (Кременчуг)
Дом фабриканта Рабиновича — одно из немногих сохранившихся дореволюционных зданий Кременчуга (Полтавская область, Украина). Здание является памятником архитектуры города, в нём располагается центр стандартизации, метрологии и сертификации.

## История
В 1887 году в квартале между Кривогрязной (Троицкая), Мещанской (Софиевская), Приютской (Горького) и Бульварной (Богаевского) улицами «Товарищество Ф. Сандомирский и Н. Рабинович» построило табачно-махорочную фабрику. В 1906 году товарищество распалось и Нохим Ицкович Рабинович основал на его месте собственное табачное предприятие «Самокат» («Самокатъ»), со своими складами и корпусами. Центром предприятия был дом его владельца. Нохим Рабинович был также старостой иудейского молитвенного дома «Бейс-Яков», располагавшегося в доме его компаньона Фриделя Сандомирского на той же улице.
Здание взято под охрану государством как памятник архитектуры. По состоянию на 2017 год, в нём располагается Полтавский региональный научно-технический центр стандартизации, метрологии и сертификации.